# Genech
Genech (prononcé [ʒənɛ] ; Genst en flamand) est une commune française, située dans le Pays de Pévèle, dans le département du Nord, dans la région Hauts-de-France.

## Géographie

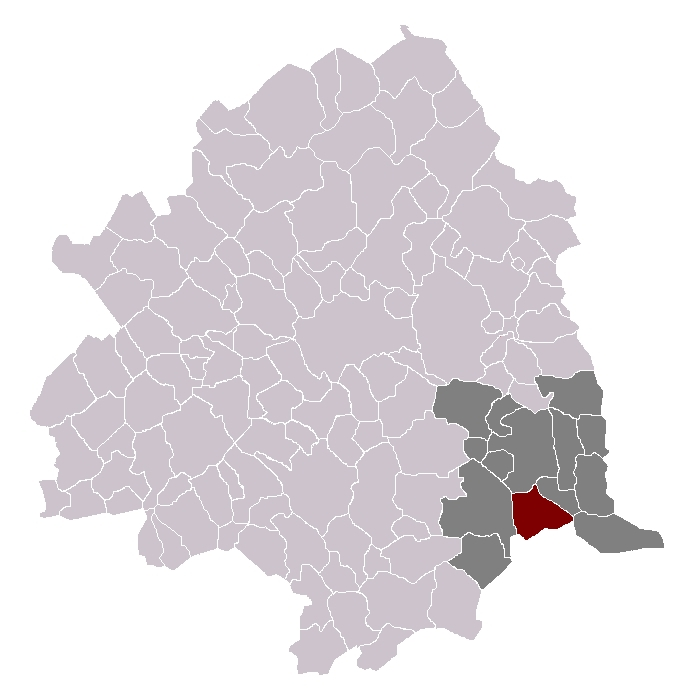
Genech dans son canton et son arrondissement.

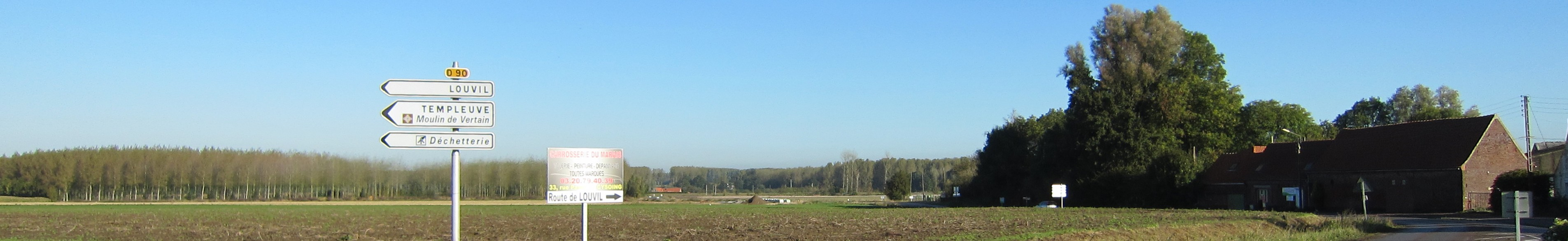
Vue panoramique de Genech.

Genech est proche de la communauté urbaine de Lille Métropole, dans 500 hectares de nature, dont une grande partie boisée, pour une superficie totale de 736 hectares.
Elle est en effet à environ 15 km au sud-est de Lille, 
- sur la D 145 (Genech > Templeuve-en-Pévèle > Fretin > Lesquin),
- à proximité de la D 93 (Baisieux > Bourghelles > Cobrieux > Mouchin),
- à proximité de la D 938 (Douai > Orchies > Tournai),
- à une extrémité de la D 90 (Toufflers > Willems > Baisieux > Gruson > Cysoing > Genech).

Distance par la route d'autres villes : 
- Cysoing 5 km ;
- Lille 20 km ;
- Roubaix 21 km ;
- Tourcoing 27 km ;
- Orchies 12 km ;

- Tournai 18 km.

### Communes limitrophes
|                     | Cysoing | Cobrieux |
| Templeuve-en-Pévèle | Genech  | Mouchin  |
|                     | Nomain  |          |

### Hydrographie

#### Réseau hydrographique
La commune est située dans le bassin Artois-Picardie. Elle est drainée par le Zecart, le Courant des Planches, le Moulin d'Eau et divers autres petits cours d'eau,.
Le Zécart, d'une longueur de 12 km, prend sa source dans la commune de Bersée et se jette  dans la Marque à Templeuve-en-Pévèle, après avoir traversé six communes. 

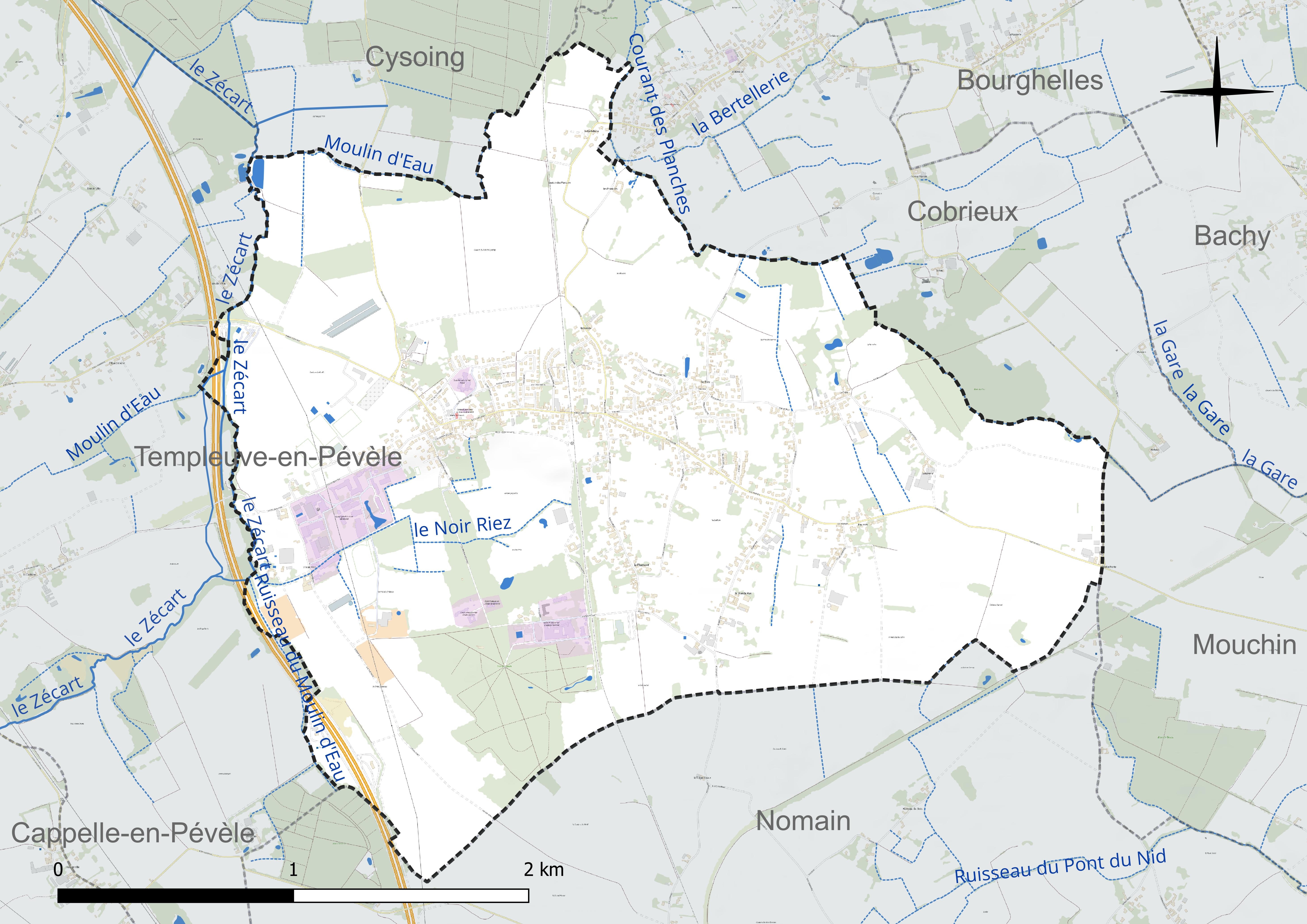
Réseau hydrographique de Genech.

#### Gestion et qualité des eaux
Le territoire communal est couvert par le schéma d'aménagement et de gestion des eaux (SAGE) « Marque Deûle ». Ce document de planification concerne un territoire de 1 120 km2 de superficie, délimité par les bassins versants de la Marque et de la Deûle, formant une vaste cuvette sédimentaire de 40 km de long et de 25 km de large, où la pente est très faible. Le périmètre a été arrêté le 2 décembre 2005 et le SAGE proprement dit a été approuvé le 9 mars 2020. La structure porteuse de l'élaboration et de la mise en œuvre est la Métropole européenne de Lille. 
La qualité des cours d'eau peut être consultée sur un site dédié géré par les agences de l'eau et l'Agence française pour la biodiversité. 

### Climat
Pour des articles plus généraux, voir Climat des Hauts-de-France et Climat du Nord.
En 2010, le climat de la commune est de type climat océanique dégradé des plaines du Centre et du Nord, selon une étude du CNRS s'appuyant sur une série de données couvrant la période 1971-2000. En 2020, Météo-France publie une typologie des climats de la France métropolitaine dans laquelle la commune est exposée à un climat océanique et est dans la région climatique  Nord-est du bassin Parisien, caractérisée par un ensoleillement médiocre, une pluviométrie moyenne régulièrement répartie au cours de l'année et un hiver froid (3 °C). 
Pour la période 1971-2000, la température annuelle moyenne est de 10,5 °C, avec une amplitude thermique annuelle de 14,6 °C. Le cumul annuel moyen de précipitations est de 696 mm, avec 12 jours de précipitations en janvier et 8,9 jours en juillet. Pour la période 1991-2020, la température moyenne annuelle observée sur la station météorologique la plus proche, située sur la commune de Cappelle-en-Pévèle à 4 km à vol d'oiseau, est de 11,1 °C et le cumul annuel moyen de précipitations est de 736,6 mm,. Pour l'avenir, les paramètres climatiques de la commune estimés pour 2050 selon différents scénarios d'émission de gaz à effet de serre sont consultables sur un site dédié publié par Météo-France en novembre 2022.

## Urbanisme

### Typologie
Au 1er janvier 2024, Genech est catégorisée bourg rural, selon la nouvelle grille communale de densité à sept niveaux définie par l'Insee en 2022.
Elle appartient à l'unité urbaine de Genech, une unité urbaine monocommunale constituant une ville isolée,. Par ailleurs la commune fait partie de l'aire d'attraction de Lille (partie française), dont elle est une commune de la couronne,. Cette aire, qui regroupe 201 communes, est catégorisée dans les aires de 700 000 habitants ou plus (hors Paris),.

### Occupation des sols
L'occupation des sols de la commune, telle qu'elle ressort de la base de données européenne d'occupation biophysique des sols Corine Land Cover (CLC), est marquée par l'importance des territoires agricoles (70,5 % en 2018), en diminution par rapport à 1990 (73,9 %). La répartition détaillée en 2018 est la suivante : 
terres arables (46,2 %), prairies (23,5 %), zones urbanisées (21 %), forêts (8,5 %), zones agricoles hétérogènes (0,8 %). L'évolution de l'occupation des sols de la commune et de ses infrastructures peut être observée sur les différentes représentations cartographiques du territoire : la carte de Cassini (XVIIIe siècle), la carte d'état-major (1820-1866) et les cartes ou photos aériennes de l'IGN pour la période actuelle (1950 à aujourd'hui).

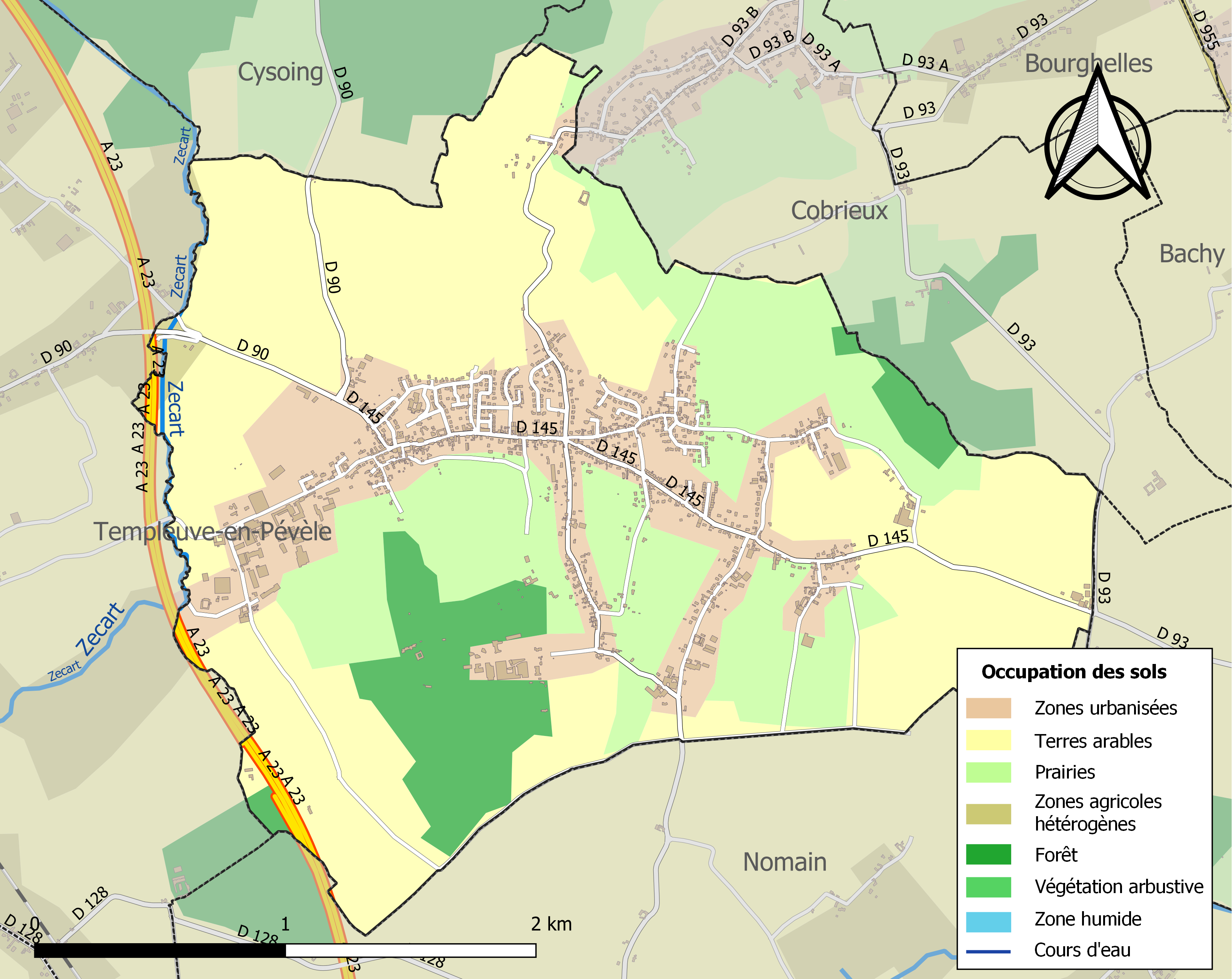
Carte des infrastructures et de l'occupation des sols de la commune en 2018 (CLC).

### Voies de communication et transports

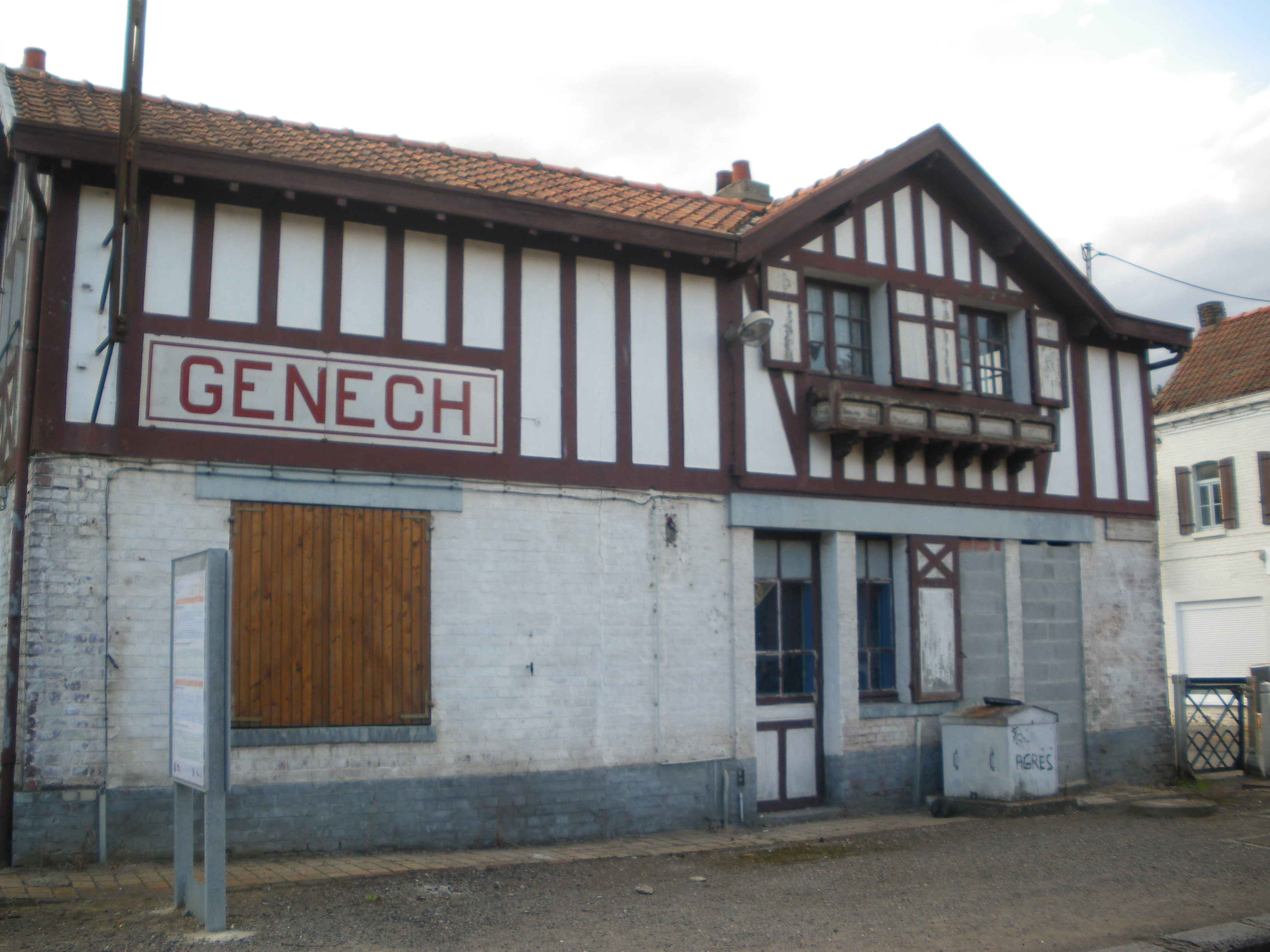
Ancienne gare de Genech.

Genech est desservie par les lignes 870, 871 et 889 du réseau interurbain Arc-en-Ciel 2.
Des bus scolaires en provenance des communes voisines et à destination du lycée Charlotte Perriand et de l'Institut desservent également la commune.
La gare de Genech qui fut construite au début du siècle et toujours desservie aujourd'hui, mais il n'y a ni possibilité de s'abriter ni de se restaurer car la gare fut murée en 1997 à cause des squatteurs qui la dégradaient. Aujourd'hui, c'est un Point d'Arrêt Non-Géré (PANG) sur la ligne de Somain à Halluin (ligne TER Hauts-de-France Orchies > Ascq).

## Histoire

### Avant 1789
Pévèle vient du gallo-romain Pabula, dérivé de Pabulus, qui signifie pâturages.
L'étymologie du nom de Genech, vient d'un mot grec guné (femme) qui donne gynécée, d'où genech par corruption. Gynécée, sous la domination romaine cette appellation était donnée aux ateliers de femmes chargées de la confection des vêtements militaires.
Au Moyen Âge, Genech dépendait de la baronnie de Cysoing domaine de la Couronne de France, donné en dot par Louis le comte Évrard, duc de Frioul et fondateur de l'Abbaye Saint-Calixte de Cysoing.
Genech est le siège d'une seigneurie, détenue à partir du XVIIe siècle par les Saint-Aldegonde.
Maximilien de Sainte-Aldegonde, seigneur de Genech, restaure vers 1600 le château en partie détruit par un incendie. Il y meurt en 1635.
Vers 1670, Albert-André de Sainte-Aldegonde est baron de Maingoval et seigneur de Genech. Il a épousé 1) Agnès le Machon de Sauch, 2) Anne d'Ongnies (sans doute Oignies). Leur fils Baltazar de Sainte-Aldegonde, écuyer, nait à Genech, devient bourgeois de Lille le 5 janvier 1680, épouse le 2 avril 1698 à Lille Marie Thérèse Françoise de Lannoy (1682-1764), fille de Jean Baptiste François Olivier de Lannoy, chevalier, seigneur de Salomé, bourgeois de Lille , grand bailli de Furnes et de Françoise Henriette de Tramecourt.
Balthazar-Alexandre de Saint-Aldegonde, comte de Genech, prend pour femme Marie-Jacqueline-Alexandrine d'Ennetières. Il épouse ensuite en 1750 Marie-Françoise Libert (1717-1758), dame de Quartes, veuve de Charles-Julien Bidé de la Grandville (1717-1747). Née le 29 septembre 1717, elle meurt à Paris le 21 novembre 1758.

François-Balthazar-Ignace-Ghislain (1734-1808), comte de Sainte Aldegonde de Noircames, est seigneur de Genech, baron de Rosimbos (sur Fournes-en-Weppes), fils de Balthazar-Alexandre et de Marie-Jacqueline-Alexandrine d'Ennetières. Il nait en 1734, devient mestre de camp d'un régiment de cavalerie portant son nom (Régiment de Sainte-Aldegonde cavalerie), incorporé dans celui de la reine (Régiment de La Reine cavalerie) en 1762, passe  maréchal de camp par brevet du 1er mars 1780. Il meurt à Tournai le 21 mai 1808, est enterré à Ascq. Il épouse à Lille le 6 mars 1758, Marie-Albertine-Amélie Bady (1739-1826), fille de Pierre-Joseph Bady, seigneur d'Aymeries, de Pont, bourgeois de Lille, grand bailli de la ville de Lille, et de Marie-Albertine-Amélie Jacops, dame d'Ascq, baptisée à Lille Saint-Maurice le 1er août 1839, morte à Tournai le 9 mars 1826, enterrée à Ascq. Le couple laissa une postérité.

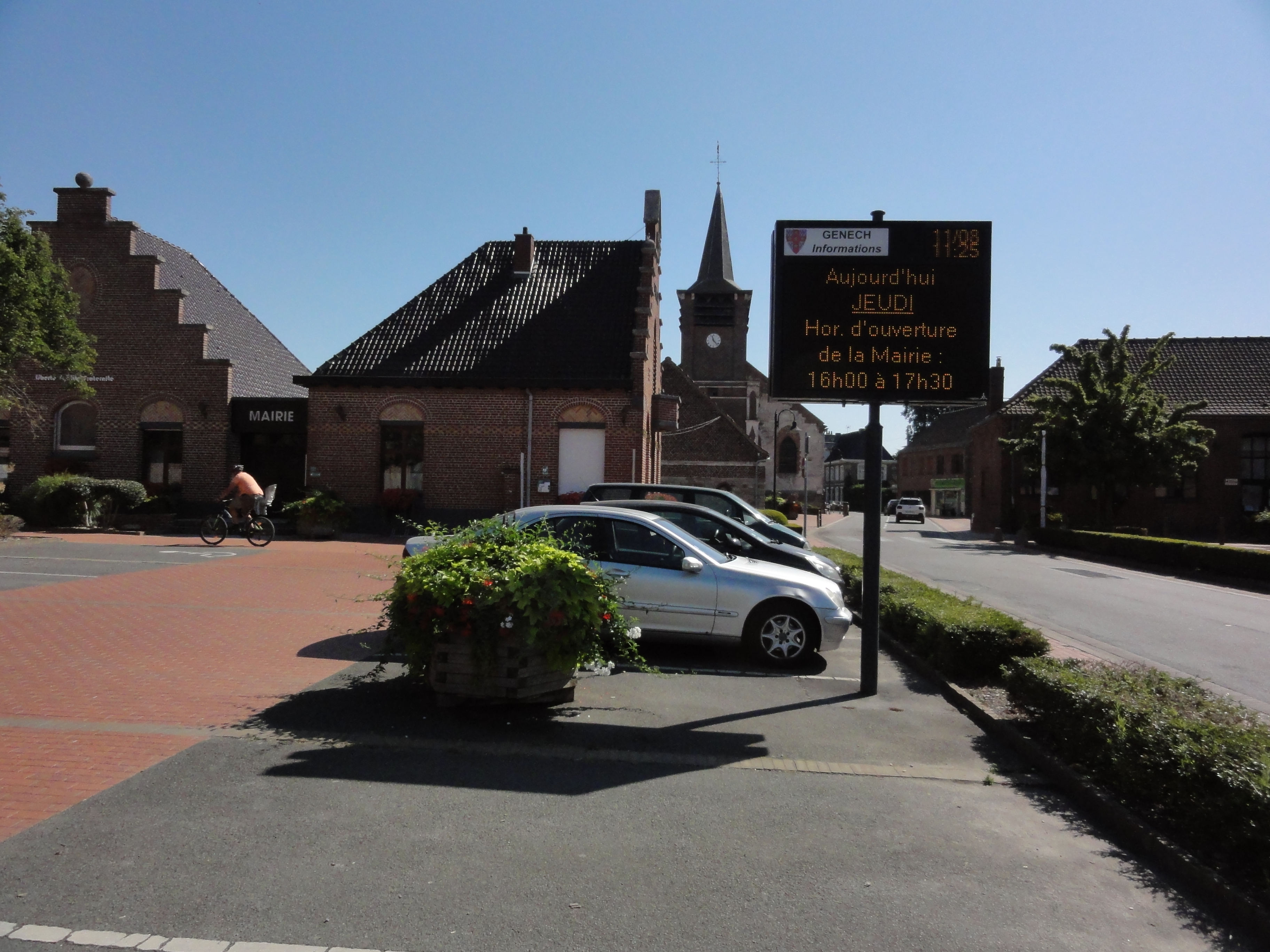
Genech centre avec mairie et église

Avant la Révolution, Genech est un village agricole écoulant ses produits vers l'agglomération lilloise et en 1549 l'« assiette de l'impôt » indique 118 foyers, 262 mesures de labours, 186 mesures de prés, bois, viviers, 1 moulin à blé, 28 chevaux, 223 vaches, 145 moutons.

### Période contemporaine
Quelques dates : 1853, 1157 habitants, 1872 : création de  la gare de Genech. 1894 : fondation de l'école d'agriculture, d'abord centre d'initiation agricole et qui devint très vite un véritable institut d'enseignement théorique et pratique.
L'industrie s'est installée et on compte à la fin du XIXe siècle : 2 tissages, 1 tannerie, 1 brasserie, 1 malterie, 2 moulins ; mais une partie de la population travaille néanmoins à Roubaix-Tourcoing ou Lille.
1945 :inauguration de la nouvelle mairie

## Héraldique
|  | Les armes de Genech se blasonnent ainsi :" D'hermines à la croix de gueules, chargée de cinq quintefeuilles d'or ". |

## Politique et administration

### Liste des maires
Roger Catteau, cadre publicitaire retraité, a été conseiller régional du Nord-Pas-de-Calais.
Maire en 1802-1803 : Louis Lebacq.
Maire en 1807 : Martinache.
Maire en 1881 : Delezennes.
| Identité                                          | Période       | Période                                   | Durée            | Étiquette                                            |
| Identité                                          | Début         | Fin                                       | Durée            | Étiquette                                            |
| ------------------------------------------------- | ------------- | ----------------------------------------- | ---------------- | ---------------------------------------------------- |
| Léon Abraham (d) (années 1850 - 3 janvier 1932)   | 1919          | 1925                                      | 6 ans            |                                                      |
| Octave Laurent (d)                                | 1945          | 1965                                      | 20 ans           |                                                      |
| Jules Brienne (d) (5 mars 1895 - 20 février 1975) | 1965          | 20 février 1975 (mort en cours de mandat) | 10 ans           |                                                      |
| Henri Devaux (d)                                  | 1975          | mars 1983                                 | 8 ans            |                                                      |
| Roger Catteau (d)                                 | mars 1983     | mars 2001                                 | 18 ans           | Génération écologie Mouvement écologiste indépendant |
| Gérard Boutteville (d), (né en 1943)              | mars 2001     | mars 2008                                 | 7 ans            | divers droite                                        |
| Yves Olivier (d) (né le 1er mai 1943)             | mars 2008     | mai 2020                                  | 12 ans et 2 mois | divers droite                                        |
| Odile Riga (d) (née le 1er février 1968)          | 18 mai 2020   | janvier 2023                              | 2 ans et 8 mois  | divers droite                                        |
| Anne Wauquier (d)                                 | 1er mars 2023 |                                           |                  | Écologisme                                           |

### Instances judiciaires et administratives
La commune relève du tribunal d'instance de Lille, du tribunal de grande instance de Lille, de la cour d'appel de Douai, du tribunal pour enfants de Lille, du tribunal de commerce de Tourcoing, du tribunal administratif de Lille et de la cour administrative d'appel de Douai.

## Population et société

### Démographie

#### Évolution démographique
L'évolution du nombre d'habitants est connue à travers les recensements de la population effectués dans la commune depuis 1793. Pour les communes de moins de 10 000 habitants, une enquête de recensement portant sur toute la population est réalisée tous les cinq ans, les populations de référence des années intermédiaires étant quant à elles estimées par interpolation ou extrapolation. Pour la commune, le premier recensement exhaustif entrant dans le cadre du nouveau dispositif a été réalisé en 2006.

En 2022, la commune comptait 2 811 habitants, en évolution de +4,69 % par rapport à 2016 (Nord : +0,51 %, France hors Mayotte : +2,11 %).
| 1793 | 1800 | 1806 | 1821 | 1831  | 1836  | 1841  | 1846  | 1851  |
| ---- | ---- | ---- | ---- | ----- | ----- | ----- | ----- | ----- |
| 850  | 858  | 927  | 974  | 1 126 | 1 124 | 1 112 | 1 125 | 1 157 |

| 1856  | 1861  | 1866  | 1872  | 1876  | 1881  | 1886  | 1891  | 1896  |
| ----- | ----- | ----- | ----- | ----- | ----- | ----- | ----- | ----- |
| 1 152 | 1 154 | 1 169 | 1 119 | 1 133 | 1 131 | 1 126 | 1 092 | 1 131 |

| 1901  | 1906  | 1911  | 1921  | 1926  | 1931  | 1936  | 1946  | 1954  |
| ----- | ----- | ----- | ----- | ----- | ----- | ----- | ----- | ----- |
| 1 123 | 1 080 | 1 119 | 1 074 | 1 110 | 1 094 | 1 097 | 1 146 | 1 109 |

| 1962  | 1968  | 1975  | 1982  | 1990  | 1999  | 2006  | 2011  | 2016  |
| ----- | ----- | ----- | ----- | ----- | ----- | ----- | ----- | ----- |
| 1 008 | 1 089 | 1 187 | 1 372 | 1 642 | 2 050 | 2 587 | 2 611 | 2 685 |

| 2021  | 2022  | - | - | - | - | - | - | - |
| ----- | ----- | - | - | - | - | - | - | - |
| 2 825 | 2 811 | - | - | - | - | - | - | - |

#### Pyramide des âges
La population de la commune est relativement jeune.
En 2018, le taux de personnes d'un âge inférieur à 30 ans s'élève à 43,4 %, soit au-dessus de la moyenne départementale (39,5 %). À l'inverse, le taux de personnes d'âge supérieur à 60 ans est de 18,2 % la même année, alors qu'il est de 22,5 % au niveau départemental.
En 2018, la commune comptait 1 436 hommes pour 1 332 femmes, soit un taux de 51,88 % d'hommes, largement supérieur au taux départemental (48,23 %).
Les pyramides des âges de la commune et du département s'établissent comme suit.
| Hommes | Classe d’âge | Femmes |
| ------ | ------------ | ------ |
| 0,1    | 90 ou +      | 0,7    |
| 3,1    | 75-89 ans    | 5,1    |
| 13,8   | 60-74 ans    | 13,8   |
| 19,9   | 45-59 ans    | 22,8   |
| 16,6   | 30-44 ans    | 17,8   |
| 30,2   | 15-29 ans    | 21,3   |
| 16,5   | 0-14 ans     | 18,5   |

| Hommes | Classe d’âge | Femmes |
| ------ | ------------ | ------ |
| 0,5    | 90 ou +      | 1,4    |
| 5,3    | 75-89 ans    | 8,1    |
| 14,8   | 60-74 ans    | 16,2   |
| 19,1   | 45-59 ans    | 18,4   |
| 19,5   | 30-44 ans    | 18,7   |
| 20,7   | 15-29 ans    | 19,1   |
| 20,2   | 0-14 ans     | 18     |

## Enseignement
La commune comprend notamment :
- l'école maternelle et primaire Le Petit Prince ;
- l'institut catholique de Genech ;
- le lycée polyvalent Charlotte-Perriand ;
- le foyer d'accueil pour autistes La Ferme au Bois.

## Lieux et monuments

### Le château de Genech
Le château de Genech fut construit dès le XIIIe siècle.
Sa chapelle aurait abrité, jusqu'à la Révolution, une  relique insigne : la tête de sainte Hélène, la mère de l'empereur Constantin.
En partie détruit par un incendie, il fut restauré vers 1600 par Maximilien de Sainte-Aldegonde qui y mourut en 1635. Son fils demeura au château. Celui-ci fut habité de manière à peu près continue par les seigneurs de Genech jusqu'en 1737.
Aux époques troublées le château de Genech servit de refuge aux habitants du village, lorsqu'ils étaient en danger.
Le château de Genech fut reconstruit en 1906 par Albert Crespel, industriel lillois, qui meubla le château avec du mobilier venant de la Loire. Il fit aménager le parc et tracer une large allée afin de pouvoir y faire atterrir son avion personnel. En 1939, une tornade emporta la toiture puis, pendant la Seconde Guerre mondiale, le château fut occupé par les Allemands qui causèrent encore bien des déprédations et l'abandonnèrent dans un état pitoyable en 1944. La famille Crespel s'en sépara vers 1950 et l'État s'en rendit acquéreur en 1969.
Le château abrite, depuis 2004, l'administration et le CDI du lycée polyvalent Charlotte-Perriand. Les salles de classe, inaugurées en 2006 en un bâtiment moderne, et l'atelier d'ébénisterie-menuiserie, se trouvent dans ses jardins.

### L'église Notre-Dame-de-la-Visitation

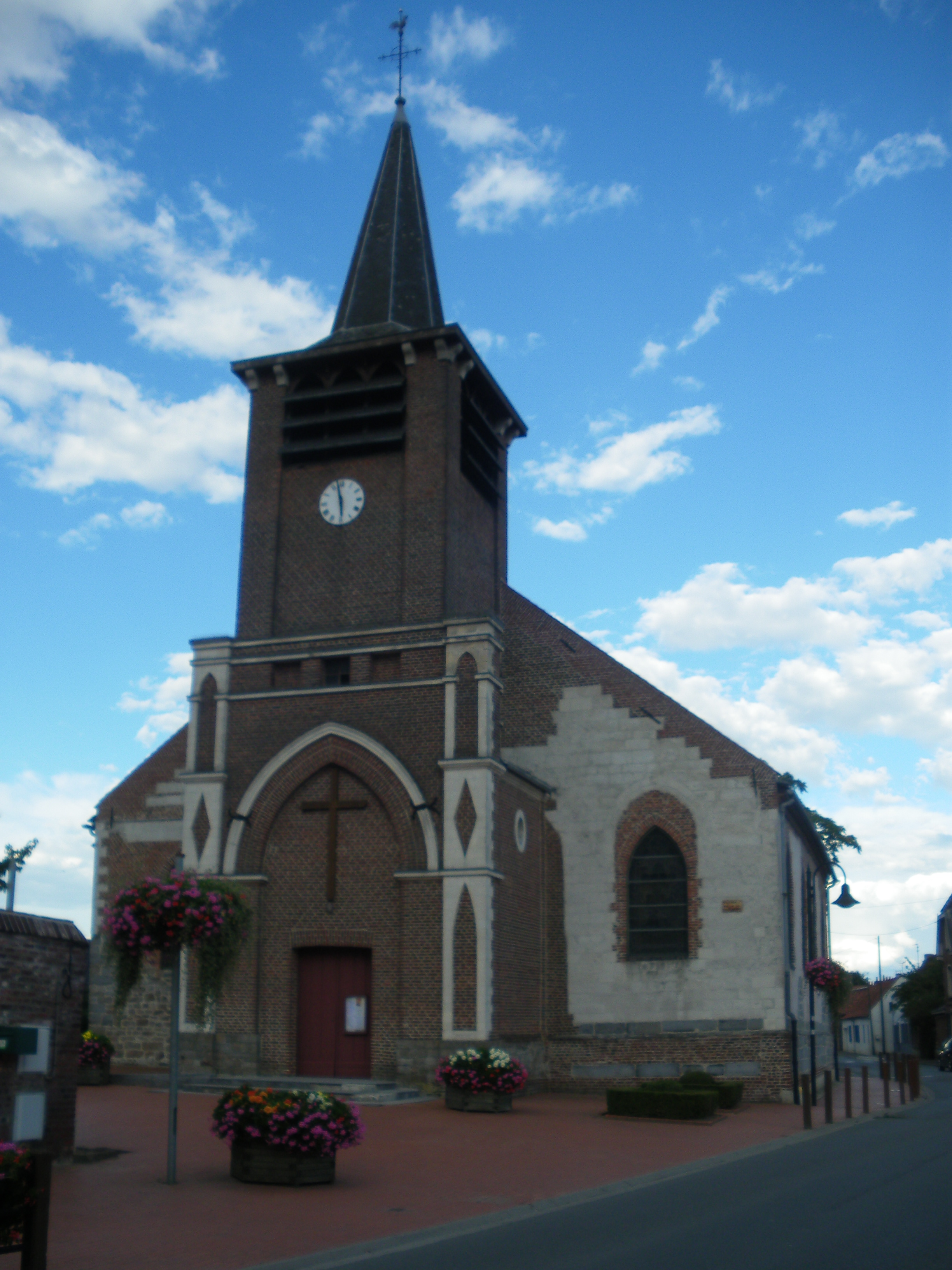
Église Notre-Dame-de-la-Visitation de Genech.

La première mention de l'église de Genech date de 1164.
L'église fut, entièrement reconstruite au milieu du XVIe siècle sous l'impulsion de Mathéas de Barbé, abbé de Cysoing (1526-1565). En effet, Genech faisait partie de l'ancien diocèse de Tournai.
Sa vétusté a entraîné une reconstruction quasi totale de l'édifice. Les murs témoignent des remaniements ayant eu lieu de manière économique ; les fenêtres ont notamment été diminuées à l'aide de briques.
Le clocher qui se trouve en façade est un exemple du gothique troubadour représentatif de l'époque de la Restauration.
L'église possède une riche série de tableaux datant du XVIIe siècle. Dans le chœur, le maître-autel et le retable (privé de son tableau en 1900), sont de belles pièces baroques. Les stalles et les boiseries ont été apportées en ce lieu par Albert Crespel, propriétaire du château de Genech.
Dans les nefs latérales, deux autels de bois sculptés du XVIIIe siècle, puis dans les chapelles, deux retables probablement transformés à partir d'œuvres du XVIIIe siècle.
Le tableau le plus beau est un extraordinaire arbre de Jessé, qui est la représentation de la généalogie du Christ d'après les Évangiles.
Le triptyque qui se trouve dans la chapelle de droite représente le sacre de saint Martin, ou saint Nicolas. Sur les volets, est représenté Erasme d'Autel, abbé de Cysoing, en compagnie de son saint patron, puis des miracles de saint Nicolas. Aux revers de ceux-ci, sont présents Évrard de Frioul et son épouse Gisèle, petite-fille de Charlemagne, qui sont à l'origine de l'abbaye de Cysoing, représentés devant la tour de ce monastère en cours de construction (1624). Sont également représentés dans la chapelle de gauche, un Dieu de Pitié, sainte Aldegonde et saint Nicolas.

## Pour approfondir